# Izaskun Chinchilla
Izaskun Chinchilla Moreno (Madrid 1975) es una arquitecta española. Tiene en su haber algunas de las obras más prometedoras y arriesgadas del ámbito español, vinculando cada una a un desarrollo teórico realmente innovador. Es una de las cada vez más arquitectas españolas que dirigen su propio estudio.

## Trayectoria y posicionamiento
Izaskun Chinchilla estudió Arquitectura en la Escuela Técnica Superior de Arquitectura de la Universidad Politécnica de Madrid. Se graduó en 2001, obteniendo el premio al mejor expediente académico de su promoción y una matrícula de honor por su proyecto final de carrera. Desde entonces dirige su propio estudio de arquitectura, con sede en Madrid. Sus investigaciones abordan aspectos como la ecología, la sociología y los modos de vida contemporáneos, se aplica a su práctica profesional y académica.
Su obra ha recibido numerosos premios, resultado vencedora en muchos concursos y ha sido profusamente publicada y expuesta, pero solo una pequeña fracción de ella ha sido construida: varias instalaciones y stands, entre los que destacan el pabellón Organic Growth (Nueva York, 2015), el stand de Formica para la feria de cocinas SICI 2007 o el espacio vip para ARCOMadrid2016, actualmente en construcción, algunas reformas de viviendas, como la casa para Estela y César en Pueblo Nuevo (Madrid, 2007) o la casa solariega en Carmena (Toledo, 2010) y exposiciones como “Casa: Árbol, Chocolate, Chimenea” en el Espacio para Arquitectura Liga (México DF, 2012) o “Unit 22 Zoetropes” en la Galería Roca (Londres, 2012). Su obra construida de mayor envergadura hasta el momento es la rehabilitación del Castillo de Garcimuñoz en Cuenca para instalar una Mediateca Pública, que incluye cine al aire libre, librería, cafetería, librería visual y librería de música.
Como docente, Izaskun Chinchilla ha dirigido Talleres de Investigación Proyectual en la Escuela de Arquitectura de la Universidad de Alicante entre 2002 y 2007 y ha sido profesora del Master de Posgrado en el Instituto de Arquitectura Avanzada de Cataluña. También ha dado clases en la Escuela Especial de París, y en la Universidad de Arte y Diseño de Ginebra. En la actualidad es profesora en la Escuela de Arquitectura de Madrid y en el Instituto Empresa de Madrid y responsable junto a Carlos Giménez del programa de estudios “Unit22” en la Escuela de Arquitectura Bartlett de Londres.
Izaskun Chinchilla participa en numerosos foros sobre arquitectura, incluyendo foros el papel de las mujeres en la arquitectura, como el ciclo “Espacios para Arquitectas” en la Galería Roca de Madrid en abril de 2015 organizado por Ariadna Cantis y Martha Thorne,  o la mesa redonda “Mujeres y Arquitectura” en la Semana Cultural de la Escuela de Arquitectura de Madrid en marzo de 2015, con Atxu Amann e Inés Novella. En ellos reivindica la compatibilidad entre vida familiar y profesional, el punto de vista de género en arquitectura y urbanismo y los valores estéticos asociados a las mujeres como nuevos campos de oportunidad en la arquitectura.Tomó parte en la fundación en 2007 de ASA, Asociación Sostenibilidady Arquitectura, dedicada al desarrollo de los principios de la sostenibilidad en la arquitectura y el urbanismo.

## Innovación y Ecología en la Arquitectura
Izaskun Chinchilla es una arquitecta española destacada por integrar conceptos de sostenibilidad y ecología en su obra. Sus proyectos combinan creatividad, funcionalidad y un enfoque profundo en el respeto al medio ambiente, destacándose como una de las figuras innovadoras en la arquitectura contemporánea. 

### Organic Growth Pavilion
El Organic Growth Pavilion, ubicado en Governors Island, Nueva York, es un ejemplo destacado de arquitectura sostenible que incorpora principios ecológicos en su concepción y ejecución.
Uso de Materiales Reciclados y Reutilizados
El pabellón se construyó empleando materiales reciclados y reutilizados, como 350 paraguas rotos, 120 trípodes fotográficos y 550 ruedas de bicicleta dañadas. Esta elección de materiales no solo reduce el impacto ambiental al disminuir la demanda de recursos nuevos, sino que también promueve la economía circular al dar una segunda vida a objetos desechados.
Diseño Modular y Desmontable
El diseño del pabellón permite su fácil desmontaje y reconfiguración, lo que facilita su reutilización en diferentes contextos y prolonga su vida útil. Esta característica modular minimiza los residuos generados al final de su ciclo de vida y ejemplifica un enfoque sostenible en la construcción.
Participación Comunitaria y Concienciación Ambiental
La construcción del pabellón involucró a voluntarios de la comunidad local, muchos sin experiencia previa en construcción, quienes participaron en talleres y siguieron manuales de construcción desarrollados para el proyecto. Esta participación fomentó la concienciación sobre prácticas sostenibles y fortaleció los lazos comunitarios en torno a la ecología y la sostenibilidad.
Inspiración en la Naturaleza
El diseño del pabellón se inspira en formas naturales, asemejándose a un ramo de flores, lo que crea una conexión visual y conceptual con el entorno natural. Esta biomimética no solo es estéticamente atractiva, sino que también refleja un compromiso con la integración armoniosa de la arquitectura y la naturaleza.
El pabellón es una manifestación tangible de cómo la arquitectura puede abordar desafíos ecológicos mediante el uso innovador de materiales reciclados, el diseño adaptable y la participación comunitaria, promoviendo una relación más sostenible entre la construcción y el medio ambiente.

### Eco-Housing Terrazza
Uso de Materiales Reciclados y Reutilizados:
El proyecto emplea materiales como termoarcilla y madera certificada, minimizando el impacto ambiental desde la construcción. Además, incorpora elementos reciclados en detalles estructurales y acabados.
Diseño Modular y Desmontable:
Las viviendas están diseñadas en módulos independientes que pueden adaptarse o desmontarse según las necesidades futuras, facilitando la flexibilidad y prolongando la vida útil de los componentes.
Participación Comunitaria y Concienciación Ambiental:
El proyecto involucra a los futuros residentes en la selección de especies vegetales para fomentar la biodiversidad en las áreas comunes. Además, incluye talleres de sensibilización sobre sostenibilidad y autoconsumo.
Inspiración en la Naturaleza:
El diseño está inspirado en la integración con el entorno mediterráneo, empleando terrazas escalonadas y jardines verticales para mejorar el microclima y la calidad del aire.

### Mediateca en el Castillo de Garcimuñoz
Uso de Materiales Reciclados y Reutilizados:
Se utilizaron materiales locales y reciclados, como piedra proveniente de las ruinas del castillo, reduciendo la necesidad de transportar materiales nuevos.
Diseño Modular y Desmontable:
La estructura moderna añadida es reversible y desmontable, permitiendo futuras intervenciones sin dañar la histórica construcción original.
Participación Comunitaria y Concienciación Ambiental:
La comunidad local participó en el diseño y ejecución del proyecto, fomentando un sentido de pertenencia y compromiso con la conservación del patrimonio y el medio ambiente.
Inspiración en la Naturaleza:
La disposición de los espacios y las aperturas estratégicas en el diseño evocan un diálogo entre el castillo, el paisaje circundante y la naturaleza, maximizando la luz natural y la ventilación cruzada.

### Instalación Connective Nature
Uso de Materiales Reciclados y Reutilizados:
La instalación emplea materiales reciclados como plásticos y maderas reutilizadas, destacando la posibilidad de integrar residuos en piezas artísticas y arquitectónicas.
Diseño Modular y Desmontable:
Está compuesta por módulos ensamblables que pueden reconfigurarse o trasladarse a nuevos contextos, resaltando la sostenibilidad en el diseño efímero.
Participación Comunitaria y Concienciación Ambiental:
Durante su exhibición, la instalación se utilizó como un espacio para actividades educativas y de debate, promoviendo la conciencia sobre el cambio climático y el diseño sostenible.
Inspiración en la Naturaleza:
Los patrones y formas orgánicas que componen la instalación están inspirados en ecosistemas naturales, buscando evocar la relación simbiótica entre lo construido y lo vivo.

## Algunas publicaciones

### Libros
- jean-pierre Greff, izaskun Chinchilla. 2010. Peep-show, fishes and other objects of desire: Milan 2010. Volumen 15 de Issue: Haute école d'art et de design, Ginebra. Editor Haute école d'art et de design, 55 pp.

- izaskun Chinchilla Moreno, santiago Cirugeda, Vicente Guallart. 2006. Jornada I, los jóvenes y la vivienda: 6 de marzo de 2006. Guadalajara, Teatro Buero Vallejo. Editor Fundación Civitas Nova

- jaime Lerner, izaskun Chinchilla Moreno. 2006. Jornada II, ciclo de sostenibilidad y tecnología en la ciudad: 4 de mayo de 2006. Toledo, Palacio de Benacazón, 11 de mayo de 2006, Ciudad Real, Colegio de Arquitectos. Editor Fundación Civitas Nova, 239 pp.
- Izaskun Chinchilla Moreno. 2020. La ciudad de los cuidados. Editorial Catarata, 192 pp,  ISBN 978-84-1352-087-2

## Honores
- 1996: Premio al rendimiento académico de la UPM ( mejor expediente de la primera mitad de la carrera)
- 1997: Primer Premio Emilio Larrodera. COAM
- 1998: Primer Premio Emilio Larrodera. COAM
- 1998: 2º Premio “Ampliación de la Embajada Británica en Madrid” E.T.S.A.M + Embajada Británica
- 1999: Finalistas Premio Emilio Larrodera
- 2001: Premio al mejor Expediente Académico de su promoción (UPM)
- 2001: Primer Premio en el Concurso de Ideas para la Construcción del Pabellón de la UNED en la Feria del Libro en Madrid
- 2003: Primer Premio en el Concurso Europan VII para el emplazamiento de Santiago de Compostela
- 2003: Segundo Ganador del Concurso de Viviendas para la parcela de Vallecas 20 organizado por la Empresa Municipal de la Vivienda de Madrid
- 2004: Mención del Jurado. Programa Life. Mediterranean Veradahways. Boulevard en el Ensanche de Vallecas
- 2004: Accésit en el Concurso Javier Morales organizado por la Empresa Hercesa para la construcción de 112 viviendas en Guadalajara
- 2004: Finalista del 5.º Concurso de Anteproyectos 2004, con el Anteproyecto de Edificio de Viviendas protegidas en la parcela R-20 del Plan Parcial del Sector “La Torre del PGOU de Valencia” organizado por el Instituto Valenciano de Vivienda, S.A.
- 2006: Accésit Concurso de Equipamiento Temporal de las Playas de Asturias para la Consejería de Medioambiente del Principado de Asturias
- 2006: Tercer Premio en el “Concurso de ideas para la rehabilitación y adecuación de las naves 15 y 16 del antiguo Matadero Municipal con el fin de albergar el Centro de Arte Actual Colección ARCO” convocado por IFEMA, Fundación Arco, Colegio Oficial de Arquitectos de Madrid
- 2006: Mención de Honor (Honorable Mention) en el Concurso Internacional “Envisioning the post-industrial landscape. An international urban design ideas competition” organizado por City of Somerville´s Mayor´s Office of Strategic Planning and Community Development en asociación con Boston Society of Architects perteneciente a American Institute of Architects
- 2007: Segundo Premio en el Concurso para la Redacción del Proyecto Básico y de Ejecución, con desarrollo de instalaciones y estudio de seguridad y salud, del Pabellón de España en la Exposición Universal Shanghái 2010 para la propuesta presentada por la UTE Euroestudios S.L. e Izaskun Chinchilla
- 2007: Segundo Premio en el Concurso Internacional de Innovación Residencial y Sostenibilidad de la Empresa Municipal de la Vivienda de Madrid con la Urbanización Espartalia en la finca “Las Dehesillas” en Hellín (Albacete)
- 2008: Mención en el Concurso de Viviendas para San Francisco Javier Convocado por la Empresa Municipal de la Vivienda de Madrid
- 2008: Finalista en el Concurso de Ideas para la Revitalización de los Barrios Alto y Bajo de Sanlúcar de Barrameda (Cádiz)
- 2013 Mención de Honor en la primera edición del ArcVision Prize – Women and Architecture por su enfoque proyectual no convencional, según palabras de un jurado compuesto por Martha Thorne, Kazuyo Sejima, Benedetta Tagliabue, Odile Decq y Yvonne Farrell junto a mujeres relevantes en la política o los negocios. Junto a Chinchilla recibieron también menciones de honor ese año la arquitecta estonia Siiri Vallner y la arquitecta india Anupama Kundoo y el primer premio fue para la brasileña Carla Juaçaba[14]